# Bakchias
Bakchias, ou Bacchias, est un site archéologique en Égypte dans le Fayoum qui s'étend sur une surface de 400 mètres sur 300 mètres environ. Son apogée a eu lieu pendant la période gréco-romaine. Cette bourgade daterait du règne de Ptolémée II et vivait du commerce agricole avec les grandes villes d'Égypte.
Deux temples étaient dédiés à deux dieux crocodiles, Soknobkonneus et Soknobraisis, transcriptions grecques respectivement de Sbk nb Gnwt « Sobek seigneur de Bakchias » et Sbk nb r3-Hs3 « Sobek seigneur à la bouche terrible ».

## Appellation
Le nom Bakchias est dérivé de Bakchos, l'un des noms de Dionysos, qui était particulièrement vénéré par les Ptolémées. L'ancien nom égyptien du site de Genout est conservé dans l'épithète divine de Sok-no-koneus et dans les textes sur les murs de certains temples, dont le plus ancien date de la XIXe dynastie. Jusqu'à présent, le nom n'est pas apparu dans les documents démotiques.

## Fouilles
Les premières fouilles ont lieu en 1896, alors que la recherche de papyri battait son plein, puis cessent.
De nouvelles fouilles ont lieu, menées depuis les années 1990 par des équipes de l'université de Bologne et de l'université du Salento (dirigées par Sergio Pernigotti et Mario Capasso et conduites par Paola Davoli). Elles se concentrent sur les restes architectoniques les mieux conservés. Ce sont en particulier les ruines d'un temple que l'on trouve, ce qui est confirmé par la neuvième campagne de fouilles menée en octobre 2001. Le grand temple daterait des Ier et IIe siècles de notre ère.
Des campagnes intenses de fouilles mettent au jour des tracés de rues, des restes d'habitations, des statues monumentales, des ustensiles domestiques et un grand nombre de papyri rédigés en grec qui sont bien conservés grâce aux conditions climatiques et géologiques. On trouve les restes d'une nécropole à environ 2,5 kilomètres à l'est du site archéologique.

## Temple de Soknobkonneus

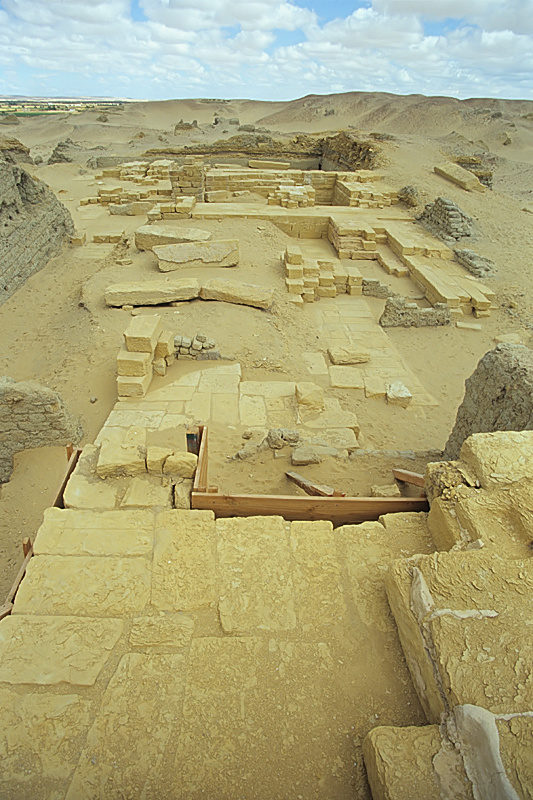
Fondations du temple en 2012.

Le site possède juste en son milieu un temple dédié à Soknobkonneus. Il fut construit à l'époque ptolémaïque en briques d'argile en style égyptien. Il n'y a que les entrées et quelques parties du sol qui sont construites en pierre de grès. L'entrée principale donne à l'est. Les murs sont massifs, et parfois épais de deux mètres.
L'édifice consiste en une première cour, une seconde plus petite et enfin le sanctuaire lui-même. Des espaces plus petits sont regroupés tout autour. Un grand portail se trouve devant le temple. Un mur en brique crue ferme les fondations au nord. À l'époque romaine, une annexe est ajoutée à l'édifice. Un temple plus petit, dont l'entrée donne au sud, se trouve un peu plus loin, au nord de ce temple. Des fragments architectoniques et des ostraca ont été mis au jour.